# ريوتا ايوابوشي
ريوتا ايوابوشي (باليابانية: 岩渕 良太) (26 أبريل 1990 في موساشينو في اليابان – )؛ هو لاعب كرة قدم ياباني سابق كان يلعب كلاعب وسط.

## وصلات خارجية
- ريوتا ايوابوشي على موقع رابطة كرة القدم اليابانية للمحترفين (اليابانية)
- ريوتا ايوابوشي على موقع قاعدة بيانات كرة القدم.إي يو (الإنجليزية)
- ريوتا ايوابوشي على موقع Soccerway.com (الإنجليزية)